# Lilja van der Zwaag
Lilja van der Zwaag (* 22. November 1995 in Berlin) ist eine deutsche Schauspielerin.

## Leben
Lilja van der Zwaag studierte von 2017 bis 2021 an der Hochschule für Musik und Theater Hamburg Schauspiel. 
2022/23 erhielt sie Schauspieltraining beim Coachingteam von Frank Betzelt, 2024 absolvierte sie einen Sommer-Intensivkurs am William Esper Studio in New York City.

### Theater
In der Saison 2018/19 stand sie am Thalia Theater Hamburg unter der Regie von Stefan Pucher als Susanna Walcott in Hexenjagd auf der Bühne. 2021 war sie am Schauspielhaus Hamburg in Idomeneus in einer Inszenierung von Nina Mattenklotz und 2022 als Julie in Fräulein Julie unter der Regie von Beatrix Schwarzbach am Gerhart-Hauptmann-Theater Görlitz-Zittau zu erleben.

### Film und Fernsehen
Im SWR/Arte-Fernsehfilm Homeshopper’s Paradise spielte sie 2022 die Rolle der Uschi. Im Folgejahr war sie in der Folge Der ewige Zweite der ARD-Serie WaPo Duisburg als Katja Rus sowie in der Folge Tote Träume der ZDF-Krimireihe Stralsund als Nicole zu sehen.
Im September 2024 stand sie für Dreharbeiten zum zweiten ZDF-Fernsehfilm Freund oder Feind aus der Krimireihe Der Geier mit Philipp Hochmair unter der Regie von Florian Baxmeyer als Rebecca Wohlfahrt vor der Kamera. In dem im Oktober 2024 beim Zurich Film Festival uraufgeführten Fantasyfilm Hagen – Im Tal der Nibelungen, basierend auf dem Roman Hagen von Tronje von Wolfgang Hohlbein, verkörperte sie an der Seite von Jannis Niewöhner als Siegfried die Rolle der Kriemhild. In der dreiteiligen ZDF-Dokuserie Herbertstraße über das Leben der Domina Manuela Freitag übernahm sie im Herbst 2024 unter der Regie von Peter Dörfler die Rolle der Protagonistin.

## Filmografie (Auswahl)
- 2022: Oh Hell (Fernsehserie)
- 2022: Homeshopper’s Paradise (Fernsehfilm)
- 2022: Krocketpartie (Kurzfilm)
- 2023: WaPo Duisburg: Der ewige Zweite (Fernsehserie)
- 2023: Stralsund: Tote Träume
- 2023: Von Soldaten und Matrosen
- 2024: Hagen – Im Tal der Nibelungen
- 2025: Der Geier – Freund oder Feind (Fernsehreihe)

## Hörspiele (Auswahl)
- 2021: Scham von Inès Bayard (Roxanne) – Regie: Elisabeth Weilenmann (Hörspielbearbeitung – NDR)[1][3]